# Rebecca Latimer Felton
Rebecca Ann Latimer Felton, född 10 juni 1835 i Decatur, Georgia, död 24 januari 1930 i Atlanta, Georgia, var en amerikansk aktivist, författare, lärare och politiker (demokrat). 
Hon var en ledande gestalt i rörelsen för kvinnlig rösträtt i Georgia och en motståndare till afroamerikanernas medborgerliga rättigheter. 87 år gammal var hon sedan den första kvinnliga ledamoten av USA:s senat 21–22 november 1922. Hennes make William Harrell Felton var ledamot av USA:s representanthus 1875–1881.

## Biografi
Rebecca Latimer och maken William Harrell Felton var slavägare i Georgia fram till amerikanska inbördeskrigets slut. Hon arbetade som lärare och var sekreterare åt maken då han var ledamot av representanthuset 1875–1881. Hon engagerade sig tidigt för kvinnornas sak och för jordbruksfrågor. Maken avled 1909 och hon fortsatte att hålla en hög profil fram till en hög ålder.
Felton hade extrema rasistiska åsikter. Hon förespråkade lynchningar och påstod att rösträtt för de svarta leder till flera våldtäkter mot vita kvinnor. I ett av Feltons mera ökända tal från det tidiga 1890-talet använde hon uttrycket "halvciviliserade gorillor" om svarta män och motiverade sedan lynchningar på följande sätt: "When there is not enough religion in the pulpit to organize a crusade against sin; nor justice enough in the court house to promptly punish crime, nor manhood enough in the nation to put a sheltering arm about innocence or virtue - if it needs lynching to protect woman's dearest possession from the ravening human beast - then I say lynch, a thousand times a week if necessary."
Felton uppfattade myten om "Southern chivalry", om sydstatsgentlemän som beskyddar sina kvinnor, som skenhelig, eftersom många av dessa gentlemän var emot kvinnlig rösträtt. Felton skrev en kolumn i Atlanta Journal i början av 1900-talet där hon tog vid sidan om rasistiska även antisemitiska och antikatolska ståndpunkter.
Felton var också en förespråkare för alkoholförbud. Men framför allt var hon den ledande feministen i Georgia som såg frågan om rösträtt som en del av en bredare feministisk agenda. Hon ansåg att kampen för kvinnlig rösträtt tog sin början i kampen för alkoholförbud då hon uppfattade att män inte stod tillräckligt starkt bakom nykterhetsrörelsen. År 1915 hade Feltons feministiska åsikter blivit tydligare och hon förespråkade ett bredare program som även omfattade lika lön för lika arbete. Enligt Felton var kvinnor i Georgia ofta lika med "trälar" eller "slavar" i sina hem. Hon jämförde äktenskapet med lotteri: "The marriage business is a lottery. You can draw a prize but you are more apt to draw a blank."
Senator Thomas E. Watson avled 1922 i ämbetet. Guvernör Thomas W. Hardwick utnämnde Felton till senaten fram till fyllnadsvalet som hon inte kandiderade i. Vid senatens nästa sammanträde hade Walter F. George redan hunnit vinna fyllnadsvalet. Som en symbolisk gest lät George först Felton tillträda som senator för en dag innan han sedan efterträdde henne. På det sättet blev Felton den äldsta senatorn som tillträdde sitt ämbete för första gången (oldest freshman senator) och den som hade den kortvarigaste mandatperioden i senaten.